# Peromyscus keeni
Pour les articles homonymes, voir Keen.
Espèce
Synonymes
- Peromyscus oreas Bangs, 1898
- Peromyscus sitkensis Merriam, 1897

Statut de conservation UICN

 LC  : Préoccupation mineure
La Souris de Keen (Peromyscus keeni),, est une espèce de rongeurs de la famille des Cricétidés.
Cette espèce était également connue sous le nom de Souris de Sitka (Peromyscus sitkensis) ou Souris des cascades (Peromyscus oreas). 

## Répartition et habitat
On la trouve au Canada et aux États-Unis. Elle vit dans les forêts côtières de plaine et de montagne.

Carte de rélpartition